# Tahdziú
Tahdziú är en kommun i Mexiko.   Den ligger i delstaten Yucatán, i den östra delen av landet, 1 100 km öster om huvudstaden Mexico City. Antalet invånare är 4 447. Arean är 54 kvadratkilometer.
Terrängen i Tahdziú är mycket platt.
Följande samhällen finns i Tahdziú:
- Timul